# Підгірці (Новороздільська міська громада)
Підгі́рці —  село в Україні, в Стрийському районі, Львівської області, Новороздільської міської громади, розташоване неподалік річки Дністер. Від 2020 року село Підгірці входить до складу Новороздільської міської громади. Населення становить 217 осіб. Орган місцевого самоврядування — Новороздільська міська рада.

## Історія
Король Русі Лев Данилович або Лев Юрійович надав село боярину Івану Чапличу. Це надання затвердив своїм привілеєм король Владислав II Ягайло.
Згадується 2 січня 1447 року в книгах галицького суду.
З села походили шляхтичі Коритковські гербу Єліта. 
Село розміщене на пагорбі, від цього і назва – Підгірці. Підгірці немов заховалися від суєти автотраси на Ходорів і, навіть, цивілізації, хоча до Нового Роздолу якихось 4-5 кілометри. Малочисельна підгорецька громада завжди вирізнялася згуртованістю, самоврядністю і специфічною незалежністю. 
У 1966 році було збудовано школу, клуб і магазин. 
Біля села Підгірці протікає річка Вишнівка, яка впадає в Дністер.

## Пам'ятки

### Церква Миколая Чудотворця
Над входом до святині викарбувані дві дати «1883-1988 рр.». Перша свідчить про відкриття, а друга – про відродження. Після того, як під час війни у 1944 році у споруду потрапив снаряд і майже повністю розвалив одну стіну, церковця довго була у напівзруйнованому стані, а підгорецькі селяни ходили молитися до сусідніх церков: хто у Берездівці, хто у Станківці. Своя ж тим часом занепадала. Зчеплені анкерами у 1982 році стіни не витримували і розвалювалися, а зірваний вітром дах переповнив чашу терпіння (чи радше боязні) сільської громади. Вона сміливо вирішила відновити церковцю. "Пішли щедрувати і вже поклали ці гроші у свою касу. Касиром обрали Стася Трухима, – пригадує Анна Озарко. Запустили чутку, що тут буде дім панахиди. Боялися, щоб ніхто не постраждав". "Спочатку розбирали споруду аж до фундаменту, чистили цеглу, а потім мурували заново, - додає Василь Мармура. – Щоб не було підозр, старенького Степана Прудивуса (нині покійного) посадили он там на лавочці і казали, що то він керує будівництвом, коли з міліції приїжджали. Непрошені візитери дивувалися з того, що такий старий може керувати, але вступалися. Так ніхто і не постраждав". 
А за рік церква уже стояла.

### "Хрест свободи на честь скасування панщини"
Унаслідок революційно-демократичних подій цісар Фердинанд I 16 квітня 1848 року підписав патент (закон) про знесення панщини, 22 та 23 квітня, на Великдень, він був оголошений народові: з 15 травня "всі панщинні роботи і підданські данини скасовуються", а лісами і пасовищами, які ще залишилися у поміщиків, селяни користуватимуться на основі "добровільної угоди". На відзначення цієї події і  у наших селах було поставлено пам’ятні знаки: "Хрест свободи на честь скасування панщини".

## Установи, організації

### Староста сіл Станківці, Тужанівці, Підгірці
Львівська обл., Стрийський р-н., с. Станківці, вул. Ходорівська, 11а, (81659)
Староста: Зінченко Наталія Іванівна
Діловод: Залуцька Ольга Павлівна

### Народний дім с. Підгірці
Львівська обл., Стрийський р-н., Вул. Заводська, 21, (81659)
Керівник Народного дому: Василькович Ірина Михайлівна

### Церква Святого Миколая
УГКЦ
Львівська обл., Стрийський р-н., с. Підгірці
Настоятель: о. Колібек Андрій Богданович

## Вулиці села
- Зелена
- Річна
- Заводська